# داود (اسم)
داود اسم علم أصله عبري توراتي مذكر، ويعتبر من الأسماء المنتشرة في العالم العربي نسباً لأنه اسم داود أحد الأنبياء في الإسلام والمسيحية واليهودية وألذي يعني الحبيب، ولهذا الاسم أشكال مختلفة في اللغات الأخرى مثل ديفيد وديف ودايفي وداودا.

## الشخصيات
- داود نبي في الديانات الإسلامية والمسيحية واليهودية والبهائية
- داود راجحة سياسي وقائد عسكري سوري
- داود عبد السيد مخرج مصري
- داود صليوا شاعر وصحفي عراقي
- داود كتاب صحفي أمريكي فلسطيني
- داود الشريان إعلامي سعودي
- داود إبراهيم رجل أعمال هندي
- داود المعتضد بالله خليفة عباسي
- داود العيسى صحفي فلسطيني
- داود الأنطاكي طبيب وكاتب سوري
- داود الشامي ممثل سوري
- داود العيسوي عالم نبات أردني
- داؤد الجلبي طبيب وكاتب عراقي
- داود القيصري صوفي عثماني
- داود الكويتي مغني وملحن عراقي كويتي
- داوود حسين ممثل وكوميدي كويتي
- داود باشا (والي بغداد)
- داود باشا (متصرف لبنان)
- داود باشا صدر أعظم عثماني
- داود حنانيا طبيب وجراح أردني